# Šahovska olimpijada 1982.
25. Šahovska olimpijada održana je 1982. u Švicarskoj. Grad domaćin bio je Luzern.

## Poredak osvajača odličja
| Mj. | Država | Bodova | Igrači |
| --- | ------ | ------ | ------ |
| 1.  | SSSR   | 42,5   |        |
| 2.  | ČSSR   | 36,0   |        |
| 3.  | SAD    | 35,0   |        |

| Pobjednici             |
| ---------------------- |
| SSSR Četrnaesti naslov |